# Velká cena Argentiny silničních motocyklů 2025
Velká cena Argentiny 2025 (oficiálně Gran Premio YPF Energía de Argentina) byl druhý závodní víkend mistrovství světa silničních motocyklů 2025. Konala se ve dnech 14. - 16. března na okruhu Autódromo Termas de Río Hondo.

## Výsledky sprintu MotoGP
| Poř.                                                         | Č. | Jezdec                | Tým                                  | Výrobce | Kol | Čas            | St. | Body |
| ------------------------------------------------------------ | -- | --------------------- | ------------------------------------ | ------- | --- | -------------- | --- | ---- |
| 1                                                            | 93 | Marc Márquez          | Ducati Lenovo Team                   | Ducati  | 12  | 19:37.331      | 1   | 12   |
| 2                                                            | 73 | Álex Márquez          | BK8 Gresini Racing MotoGP            | Ducati  | 12  | +0.903         | 2   | 9    |
| 3                                                            | 63 | Francesco Bagnaia     | Ducati Lenovo Team                   | Ducati  | 12  | +3.859         | 4   | 7    |
| 4                                                            | 5  | Johann Zarco          | LCR Honda Castrol                    | Honda   | 12  | +5.026         | 3   | 6    |
| 5                                                            | 49 | Fabio Di Giannantonio | Pertamina Enduro VR46 Racing Team    | Ducati  | 12  | +6.451         | 6   | 5    |
| 6                                                            | 72 | Marco Bezzecchi       | Aprilia Racing                       | Aprilia | 12  | +7.333         | 9   | 4    |
| 7                                                            | 21 | Franco Morbidelli     | Pertamina Enduro VR46 Racing Team    | Ducati  | 12  | +8.368         | 8   | 3    |
| 8                                                            | 36 | Joan Mir              | Honda HRC Castrol                    | Honda   | 12  | +10.858        | 10  | 2    |
| 9                                                            | 37 | Pedro Acosta          | Red Bull KTM Factory Racing          | KTM     | 12  | +11.229        | 5   | 1    |
| 10                                                           | 20 | Fabio Quartararo      | Monster Energy Yamaha Factory Racing | Yamaha  | 12  | +12.356        | 7   |      |
| 11                                                           | 43 | Jack Miller           | Prima Pramac Yamaha MotoGP           | Yamaha  | 12  | +15.201        | 13  |      |
| 12                                                           | 42 | Álex Rins             | Monster Energy Yamaha Factory Racing | Yamaha  | 12  | +15.298        | 12  |      |
| 13                                                           | 10 | Luca Marini           | Honda HRC Castrol                    | Honda   | 12  | +16.653        | 16  |      |
| 14                                                           | 23 | Enea Bastianini       | Red Bull KTM Tech3                   | KTM     | 12  | +18.442        | 21  |      |
| 15                                                           | 79 | Ai Ogura              | Trackhouse MotoGP Team               | Aprilia | 12  | +18.618        | 15  |      |
| 16                                                           | 25 | Raúl Fernández        | Trackhouse MotoGP Team               | Aprilia | 12  | +19.560        | 18  |      |
| 17                                                           | 35 | Somkiat Chantra       | LCR Honda Idemitsu                   | Honda   | 12  | +20.925        | 19  |      |
| 18                                                           | 12 | Maverick Viñales      | Red Bull KTM Tech3                   | KTM     | 12  | +21.287        | 20  |      |
| 19                                                           | 54 | Fermín Aldeguer       | BK8 Gresini Racing MotoGP            | Ducati  | 12  | +45.325        | 14  |      |
| Ret                                                          | 32 | Lorenzo Savadori      | Aprilia Racing                       | Aprilia | 6   | Zajetí do boxů | 22  |      |
| Ret                                                          | 88 | Miguel Oliveira       | Prima Pramac Yamaha MotoGP           | Yamaha  | 4   | Nehoda         | 17  |      |
| Ret                                                          | 33 | Brad Binder           | Red Bull KTM Factory Racing          | KTM     | 0   | Nehoda         | 11  |      |
| Nejrychlejší kolo: Marc Márquez (Ducati) - 1:37.706 (kolo 3) |    |                       |                                      |         |     |                |     |      |
| OFFICIAL MOTOGP SPRINT REPORT                                |    |                       |                                      |         |     |                |     |      |

## Výsledky hlavního závodu MotoGP
| Poř.                                                          | Č. | Jezdec                | Tým                                  | Výrobce | Kol | Čas                | St. | Body |
| ------------------------------------------------------------- | -- | --------------------- | ------------------------------------ | ------- | --- | ------------------ | --- | ---- |
| 1                                                             | 93 | Marc Márquez          | Ducati Lenovo Team                   | Ducati  | 25  | 41:11.100          | 1   | 25   |
| 2                                                             | 73 | Álex Márquez          | BK8 Gresini Racing MotoGP            | Ducati  | 25  | +1.362             | 2   | 20   |
| 3                                                             | 21 | Franco Morbidelli     | Pertamina Enduro VR46 Racing Team    | Ducati  | 25  | +4.695             | 8   | 16   |
| 4                                                             | 63 | Francesco Bagnaia     | Ducati Lenovo Team                   | Ducati  | 25  | +5.536             | 4   | 13   |
| 5                                                             | 49 | Fabio Di Giannantonio | Pertamina Enduro VR46 Racing Team    | Ducati  | 25  | +7.138             | 6   | 11   |
| 6                                                             | 5  | Johann Zarco          | LCR Honda Castrol                    | Honda   | 25  | +7.487             | 3   | 10   |
| 7                                                             | 33 | Brad Binder           | Red Bull KTM Factory Racing          | KTM     | 25  | +14.294            | 11  | 9    |
| 8                                                             | 37 | Pedro Acosta          | Red Bull KTM Factory Racing          | KTM     | 25  | +15.646            | 5   | 8    |
| 9                                                             | 36 | Joan Mir              | Honda HRC Castrol                    | Honda   | 25  | +15.787            | 10  | 7    |
| 10                                                            | 10 | Luca Marini           | Honda HRC Castrol                    | Honda   | 25  | +16.025            | 16  | 6    |
| 11                                                            | 42 | Álex Rins             | Monster Energy Yamaha Factory Racing | Yamaha  | 25  | +21.663            | 12  | 5    |
| 12                                                            | 12 | Maverick Viñales      | Red Bull KTM Tech3                   | KTM     | 25  | +22.319            | 19  | 4    |
| 13                                                            | 43 | Jack Miller           | Prima Pramac Yamaha MotoGP           | Yamaha  | 25  | +23.486            | 13  | 3    |
| 14                                                            | 20 | Fabio Quartararo      | Monster Energy Yamaha Factory Racing | Yamaha  | 25  | +25.148            | 7   | 2    |
| 15                                                            | 25 | Raúl Fernández        | Trackhouse MotoGP Team               | Aprilia | 25  | +26.914            | 17  | 1    |
| 16                                                            | 54 | Fermín Aldeguer       | BK8 Gresini Racing MotoGP            | Ducati  | 25  | +27.661            | 14  |      |
| 17                                                            | 23 | Enea Bastianini       | Red Bull KTM Tech3                   | KTM     | 25  | +40.179            | 20  |      |
| 18                                                            | 35 | Somkiat Chantra       | LCR Honda Idemitsu                   | Honda   | 25  | +41.693            | 18  |      |
| Ret                                                           | 72 | Marco Bezzecchi       | Aprilia Racing                       | Aprilia | 0   | Kolize             | 9   |      |
| DSQ                                                           | 79 | Ai Ogura              | Trackhouse MotoGP Team               | Aprilia |     | Technická porušení |     |      |
| DNS                                                           | 32 | Lorenzo Savadori      | Aprilia Racing                       | Aprilia |     | Zranění            | —   |      |
| DNS                                                           | 88 | Miguel Oliveira       | Prima Pramac Yamaha MotoGP           | Yamaha  |     | Zranění            | —   |      |
| Nejrychlejší kolo: Marc Márquez (Ducati) - 1:38.243 (kolo 19) |    |                       |                                      |         |     |                    |     |      |
| OFFICIALNÍ MOTOGP RACE REPORT                                 |    |                       |                                      |         |     |                    |     |      |

## Výsledky závodu Moto2
| Poř.                                                           | Č. | Jezdec                  | Tým                           | Výrobce    | Kol | Čas       | St. | Body |
| -------------------------------------------------------------- | -- | ----------------------- | ----------------------------- | ---------- | --- | --------- | --- | ---- |
| 1                                                              | 96 | Jake Dixon              | Elf Marc VDS Racing Team      | Boscoscuro | 21  | 35:48.793 | 2   | 25   |
| 2                                                              | 18 | Manuel González         | Liqui Moly Dynavolt Intact GP | Kalex      | 21  | +3.525    | 1   | 20   |
| 3                                                              | 13 | Celestino Vietti        | Team HDR Heidrun              | Boscoscuro | 21  | +10.098   | 9   | 16   |
| 4                                                              | 44 | Arón Canet              | Fantic Racing Lino Sonego     | Kalex      | 21  | +10.508   | 10  | 13   |
| 5                                                              | 24 | Marcos Ramírez          | OnlyFans American Racing Team | Kalex      | 21  | +11.009   | 3   | 11   |
| 6                                                              | 15 | Darryn Binder           | Italjet Gresini Moto2         | Kalex      | 21  | +14.409   | 8   | 10   |
| 7                                                              | 11 | Álex Escrig             | Klint Forward Factory Team    | Forward    | 21  | +16.673   | 4   | 9    |
| 8                                                              | 21 | Alonso López            | Team HDR Heidrun              | Boscoscuro | 21  | +17.373   | 7   | 8    |
| 9                                                              | 27 | Daniel Holgado          | CFMoto Inde Aspar Team        | Kalex      | 21  | +19.035   | 14  | 7    |
| 10                                                             | 75 | Albert Arenas           | Italjet Gresini Moto2         | Kalex      | 21  | +19.366   | 18  | 6    |
| 11                                                             | 14 | Tony Arbolino           | Blu Cru Pramac Yamaha Moto2   | Boscoscuro | 21  | +20.584   | 12  | 5    |
| 12                                                             | 7  | Barry Baltus            | Fantic Racing Lino Sonego     | Kalex      | 21  | +21.435   | 15  | 4    |
| 13                                                             | 81 | Senna Agius             | Liqui Moly Dynavolt Intact GP | Kalex      | 21  | +22.446   | 22  | 3    |
| 14                                                             | 53 | Deniz Öncü              | Red Bull KTM Ajo              | Kalex      | 21  | +23.216   | 19  | 2    |
| 15                                                             | 28 | Izan Guevara            | Blu Cru Pramac Yamaha Moto2   | Boscoscuro | 21  | +23.302   | 23  | 1    |
| 16                                                             | 16 | Joe Roberts             | OnlyFans American Racing Team | Kalex      | 21  | +25.784   | 16  |      |
| 17                                                             | 84 | Zonta van den Goorbergh | RW-Idrofoglia Racing GP       | Kalex      | 21  | +25.982   | 11  |      |
| 18                                                             | 71 | Ayumu Sasaki            | RW-Idrofoglia Racing GP       | Kalex      | 21  | +29.225   | 21  |      |
| 19                                                             | 4  | Iván Ortolá             | QJMotor – Frinsa – MSi        | Boscoscuro | 21  | +29.320   | 24  |      |
| 20                                                             | 80 | David Alonso            | CFMoto Inde Aspar Team        | Kalex      | 21  | +29.518   | 20  |      |
| 21                                                             | 9  | Jorge Navarro           | Klint Forward Factory Team    | Forward    | 21  | +34.770   | 26  |      |
| 22                                                             | 66 | Óscar Gutiérrez         | QJMotor – Frinsa – MSi        | Boscoscuro | 21  | +43.909   | 28  |      |
| 23                                                             | 92 | Yuki Kunii              | Idemitsu Honda Team Asia      | Kalex      | 21  | +44.157   | 27  |      |
| 24                                                             | 95 | Collin Veijer           | Red Bull KTM Ajo              | Kalex      | 21  | +50.421   | 25  |      |
| Ret                                                            | 64 | Mario Aji               | Idemitsu Honda Team Asia      | Kalex      | 13  | Nehoda    | 13  |      |
| Ret                                                            | 12 | Filip Salač             | Elf Marc VDS Racing Team      | Boscoscuro | 12  | Nehoda    | 6   |      |
| Ret                                                            | 10 | Diogo Moreira           | Italtrans Racing Team         | Kalex      | 11  | Odstoupil | 5   |      |
| Ret                                                            | 99 | Adrián Huertas          | Italtrans Racing Team         | Kalex      | 0   | Nehoda    | 17  |      |
| Nejrychlejší kolo: Jake Dixon (Boscoscuro) - 1:41.639 (kolo 7) |    |                         |                               |            |     |           |     |      |
| OFFICIAL MOTO2 RACE REPORT                                     |    |                         |                               |            |     |           |     |      |

## Výsledky závodu Moto3
| Poř.                                                         | Č. | Jezdec             | Tým                           | Výrobce | Kol | Čas       | St. | Body |
| ------------------------------------------------------------ | -- | ------------------ | ----------------------------- | ------- | --- | --------- | --- | ---- |
| 1                                                            | 36 | Ángel Piqueras     | Frinsa – MT Helmets – MSi     | KTM     | 18  | 32:31.938 | 2   | 25   |
| 2                                                            | 31 | Adrián Fernández   | Leopard Racing                | Honda   | 18  | +0.036    | 12  | 20   |
| 3                                                            | 99 | José Antonio Rueda | Red Bull KTM Ajo              | KTM     | 18  | +0.125    | 6   | 16   |
| 4                                                            | 18 | Matteo Bertelle    | LevelUp – MTA                 | KTM     | 18  | +0.373    | 1   | 13   |
| 5                                                            | 72 | Taiyo Furusato     | Honda Team Asia               | Honda   | 18  | +0.236    | 14  | 11   |
| 6                                                            | 22 | David Almansa      | Leopard Racing                | Honda   | 18  | +1.354    | 4   | 10   |
| 7                                                            | 58 | Luca Lunetta       | Sic58 Squadra Corse           | Honda   | 18  | +1.760    | 21  | 9    |
| 8                                                            | 66 | Joel Kelso         | LevelUp – MTA                 | KTM     | 18  | +1.950    | 8   | 8    |
| 9                                                            | 6  | Ryusei Yamanaka    | Frinsa – MT Helmets – MSi     | KTM     | 18  | +4.543    | 3   | 7    |
| 10                                                           | 82 | Stefano Nepa       | Sic58 Squadra Corse           | Honda   | 18  | +4.702    | 15  | 6    |
| 11                                                           | 71 | Dennis Foggia      | CFMoto Gaviota Aspar Team     | KTM     | 18  | +4.990    | 11  | 5    |
| 12                                                           | 19 | Scott Ogden        | CIP Green Power               | KTM     | 18  | +5.391    | 16  | 4    |
| 13                                                           | 11 | Adrián Cruces      | CIP Green Power               | KTM     | 18  | +6.121    | 13  | 3    |
| 14                                                           | 14 | Cormac Buchanan    | Denssi Racing – Boé           | KTM     | 18  | +6.739    | 20  | 2    |
| 15                                                           | 21 | Ruché Moodley      | Denssi Racing – Boé           | KTM     | 18  | +6.875    | 19  | 1    |
| 16                                                           | 78 | Joel Esteban       | Red Bull KTM Tech3            | KTM     | 18  | +7.822    | 10  |      |
| 17                                                           | 8  | Eddie O'Shea       | Gryd – MLav Racing            | Honda   | 18  | +15.691   | 23  |      |
| 18                                                           | 54 | Riccardo Rossi     | Rivacold Snipers Team         | Honda   | 18  | +16.604   | 7   |      |
| 19                                                           | 10 | Nicola Carraro     | Rivacold Snipers Team         | Honda   | 18  | +17.065   | 17  |      |
| 20                                                           | 34 | Jakob Rosenthaler  | CFMoto Gaviota Aspar Team     | KTM     | 18  | +21.940   | 24  |      |
| 21                                                           | 5  | Tatchakorn Buasri  | Honda Team Asia               | Honda   | 18  | +22.276   | 25  |      |
| NC                                                           | 83 | Álvaro Carpe       | Red Bull KTM Ajo              | KTM     | 18  | +1:01.585 | 5   |      |
| Ret                                                          | 73 | Valentín Perrone   | Red Bull KTM Tech3            | KTM     | 17  | Kolize    | 9   |      |
| Ret                                                          | 64 | David Muñoz        | Liqui Moly Dynavolt Intact GP | KTM     | 15  | Odstoupil | 26  |      |
| Ret                                                          | 89 | Marcos Uriarte     | Gryd – MLav Racing            | Honda   | 12  | Nehoda    | 18  |      |
| Ret                                                          | 94 | Guido Pini         | Liqui Moly Dynavolt Intact GP | KTM     | 7   | Nehoda    | 22  |      |
| Nejrychlejší kolo: Ángel Piqueras (KTM) - 1:47.249 (kolo 16) |    |                    |                               |         |     |           |     |      |
| OFFICIAL MOTO3 RACE REPORT                                   |    |                    |                               |         |     |           |     |      |

## Startovní listina MotoGP
| Tovární týmy                      | Tovární týmy | Tovární týmy            | Tovární týmy | Tovární týmy          |
| Tým                               | Konstruktér  | Motorka                 | st.č.        | Jezdec                |
| --------------------------------- | ------------ | ----------------------- | ------------ | --------------------- |
| Aprilia Racing                    | Aprilia      | Aprilia RS-GP25         | 32           | Lorenzo Savadori      |
| Aprilia Racing                    | Aprilia      | Aprilia RS-GP25         | 72           | Marco Bezzecchi       |
| Ducati Lenovo Team                | Ducati       | Ducati Desmosedici GP25 | 63           | Francesco Bagnaia     |
| Ducati Lenovo Team                | Ducati       | Ducati Desmosedici GP25 | 93           | Marc Márquez          |
| Honda HRC Castrol                 | Honda        | Honda RC213V            | 10           | Luca Marini           |
| Honda HRC Castrol                 | Honda        | Honda RC213V            | 36           | Joan Mir              |
| Red Bull KTM Factory Racing       | KTM          | KTM RC16                | 33           | Brad Binder           |
| Red Bull KTM Factory Racing       | KTM          | KTM RC16                | 37           | Pedro Acosta          |
| Monster Energy Yamaha MotoGP      | Yamaha       | Yamaha YZR-M1           | 20           | Fabio Quartararo      |
| Monster Energy Yamaha MotoGP      | Yamaha       | Yamaha YZR-M1           | 42           | Álex Rins             |
| Satelitní týmy                    |              |                         |              |                       |
| Tým                               | Konstruktér  | Motorka                 | st.č.        | Jezdec                |
| Trackhouse MotoGP Team            | Aprilia      | Aprilia RS-GP           | 25           | Raúl Fernández        |
| Trackhouse MotoGP Team            | Aprilia      | Aprilia RS-GP           | 79           | Ai Ogura              |
| Pertamina Enduro VR46 Racing Team | Ducati       | Ducati Desmosedici GP24 | 21           | Franco Morbidelli     |
| Pertamina Enduro VR46 Racing Team | Ducati       | Ducati Desmosedici GP25 | 49           | Fabio Di Giannantonio |
| Gresini Racing MotoGP             | Ducati       | Ducati Desmosedici GP24 | 54           | Fermín Aldeguer       |
| Gresini Racing MotoGP             | Ducati       | Ducati Desmosedici GP24 | 73           | Álex Márquez          |
| LCR Honda Castrol                 | Honda        | Honda RC213V            | 5            | Johann Zarco          |
| LCR Honda IDEMITSU                | Honda        | Honda RC213V            | 35           | Somkiat Chantra       |
| Red Bull KTM Tech3                | KTM          | KTM RC16                | 12           | Maverick Viñales      |
| Red Bull KTM Tech3                | KTM          | KTM RC16                | 23           | Enea Bastianini       |
| Prima Pramac Yamaha               | Yamaha       | Yamaha YZR-M1           | 43           | Jack Miller           |
| Prima Pramac Yamaha               | Yamaha       | Yamaha YZR-M1           | 88           | Miguel Oliveira       |

| Legenda                 |
| ----------------------- |
| Stálý jezdec            |
| Nováček                 |
| Jezdec na divokou kartu |
| Náhradní jezdec         |

| Předchozí Velká cena: Velká cena Thajska 2025 | Mistrovství světa silničních motocyklů 2025 | Následující Velká cena: Velká cena Amerik 2025 |
| Předchozí ročník: Velká cena Argentiny 2024   | Velká cena Argentiny silničních motocyklů   | Následující ročník: Velká cena Argentiny 2026  |